# Marker (Linguistik)
In der modernen Linguistik versteht man unter einem Marker (von engl. [to] mark ‘kennzeichnen’) ein Mittel zum Ausdruck einer grammatischen Bedeutung. Marker ist ein Oberbegriff für Affixe aller Art, z. B. -e in dt. Tage, sowie für morphologische Operationen oder Prozesse wie Substitution (Ersetzung), z. B. o>e in jidd. tog ‘Tag’ > teg ‘Tage’. Mit der Theorie der Markiertheit ist der Terminus Marker nicht unmittelbar verbunden.